# Uruguay en la Copa Mundial de Fútbol de 2002
La selección de Uruguay fue uno de los 32 equipos participantes en la Copa Mundial de Fútbol de 2002, torneo que se llevó a cabo del 31 de mayo al 30 de junio en Corea del Sur y Japón.
Uruguay clasificó al Mundial luego de obtener el quinto lugar en las clasificatorias sudamericanas y posteriormente derrotar a Australia en la repesca intercontinental, con un marcador global de 3:1.
Entre sus jugadores de destacaban figuras como Álvaro Recoba, Paolo Montero y Darío Silva. Dirigía técnicamente el entrenador Víctor Púa.

## Clasificación
El seleccionado uruguayo al finalizar las clasificatorias sudamericanas consiguió el quinto puesto, aventajando en un gol a Colombia, por lo que clasificó tras ganar la repesca Conmebol-OFC frente a Australia.

### Tabla de posiciones
| Pos. | Selección | Pts | PJ | PG | PE | PP | GF | GC | Dif. |
| ---- | --------- | --- | -- | -- | -- | -- | -- | -- | ---- |
| 1.   | Argentina | 43  | 18 | 13 | 4  | 1  | 42 | 15 | 27   |
| 2.   | Ecuador   | 31  | 18 | 9  | 4  | 5  | 23 | 20 | 3    |
| 3.   | Brasil    | 30  | 18 | 9  | 3  | 6  | 31 | 17 | 14   |
| 4.   | Paraguay  | 30  | 18 | 9  | 3  | 6  | 29 | 23 | 6    |
| 5.   | Uruguay   | 27  | 18 | 7  | 6  | 5  | 19 | 13 | 6    |
| 6.   | Colombia  | 27  | 18 | 7  | 6  | 5  | 20 | 15 | 5    |
| 7.   | Bolivia   | 18  | 18 | 4  | 6  | 8  | 21 | 33 | –12  |
| 8.   | Perú      | 16  | 18 | 4  | 4  | 10 | 14 | 25 | –11  |
| 9.   | Venezuela | 16  | 18 | 5  | 1  | 12 | 18 | 44 | –26  |
| 10.  | Chile     | 12  | 18 | 3  | 3  | 12 | 15 | 27 | –12  |

### Partidos
| Fecha                   | Lugar          | Jornada |           | Resultado |           |
| ----------------------- | -------------- | ------- | --------- | --------- | --------- |
| 29 de marzo de 2000     | Montevideo     | 1       | Uruguay   | 1:0 (1:0) | Bolivia   |
| 26 de abril de 2000     | Asunción       | 2       | Paraguay  | 1:0 (1:0) | Uruguay   |
| 3 de junio de 2000      | Montevideo     | 3       | Uruguay   | 2:1 (2:1) | Chile     |
| 28 de junio de 2000     | Río de Janeiro | 4       | Brasil    | 1:1 (0:1) | Uruguay   |
| 18 de julio de 2000     | Montevideo     | 5       | Uruguay   | 3:1 (1:1) | Venezuela |
| 26 de julio de 2000     | Montevideo     | 6       | Uruguay   | 0:0       | Perú      |
| 15 de agosto de 2000    | Bogotá         | 7       | Colombia  | 1:0 (0:0) | Uruguay   |
| 3 de septiembre de 2000 | Montevideo     | 8       | Uruguay   | 4:0 (2:0) | Ecuador   |
| 8 de octubre de 2000    | Buenos Aires   | 9       | Argentina | 2:1 (2:0) | Uruguay   |
| 15 de noviembre de 2000 | La Paz         | 10      | Bolivia   | 0:0       | Uruguay   |
| 28 de marzo de 2001     | Montevideo     | 11      | Uruguay   | 0:1 (0:0) | Paraguay  |
| 24 de abril de 2001     | Santiago       | 12      | Chile     | 0:1 (0:1) | Uruguay   |
| 1 de julio de 2001      | Montevideo     | 13      | Uruguay   | 1:0 (1:0) | Brasil    |
| 14 de agosto de 2001    | Maracaibo      | 14      | Venezuela | 2:0 (0:0) | Uruguay   |
| 4 de septiembre de 2001 | Lima           | 15      | Perú      | 0:2 (0:2) | Uruguay   |
| 7 de octubre de 2001    | Montevideo     | 16      | Uruguay   | 1:1 (1:0) | Colombia  |
| 7 de noviembre de 2001  | Quito          | 17      | Ecuador   | 1:1 (0:1) | Uruguay   |
| 14 de noviembre de 2001 | Montevideo     | 18      | Uruguay   | 1:1 (1:1) | Argentina |

### Repesca frente a Australia

#### Partido de ida
| 20 de noviembre de 2001 | Australia         | 1:0 (0:0) | Uruguay | Melbourne Cricket Ground, Melbourne                         |                                                             |
| 20:15 (UTC+11)          | Muscat 78' (pen.) | Reporte   |         | Asistencia: 84 656 espectadores Árbitro(s): Graziano Cesari | Asistencia: 84 656 espectadores Árbitro(s): Graziano Cesari |

| Uniformes | Uniformes |
| --------- | --------- |
|           |           |

#### Partido de vuelta
| 25 de noviembre de 2001 | Uruguay                      | 3:0 (1:0) | Australia | Estadio Centenario, Montevideo                          |                                                         |
| 16:00 (UTC-3)           | Silva 14' · Morales 70', 90' | Reporte   |           | Asistencia: 62 000 espectadores Árbitro(s): Ali Bujsaim | Asistencia: 62 000 espectadores Árbitro(s): Ali Bujsaim |

| Uniformes | Uniformes |
| --------- | --------- |
|           |           |

## Preparación

### Partidos previos
Tras la clasificación y antes de la Copa Mundial, la selección uruguaya disputó un total de 6 partidos amistosos preparatorios para la competición, en su mayoría frente a selecciones asiáticas. Uno de ellos de local y los demás como visitante. Ganó 3 encuentros, empató 1 y perdió los 2 restantes.
| Fecha                 | Lugar      | Competición         |                |                                       | Resultado |                          |               |
| --------------------- | ---------- | ------------------- | -------------- | ------------------------------------- | --------- | ------------------------ | ------------- |
| 13 de febrero de 2002 | Montevideo | Amistoso            | Uruguay        | Bandera de Uruguay                    | 2:1 (1:1) | Bandera de Corea del Sur | Corea del Sur |
| 27 de marzo de 2002   | Dammam     | Amistoso            | Arabia Saudita | Bandera de Arabia Saudita             | 3:2 (3:1) | Bandera de Uruguay       | Uruguay       |
| 17 de abril de 2002   | Milán      | Amistoso            | Italia         | Bandera de Italia                     | 1:1 (0:0) | Bandera de Uruguay       | Uruguay       |
| 12 de mayo de 2002    | Washington | Amistoso            | Estados Unidos | Bandera de Estados Unidos             | 2:1 (2:0) | Bandera de Uruguay       | Uruguay       |
| 16 de mayo de 2002    | Shenyang   | Amistoso            | China          | Bandera de la República Popular China | 0:2 (0:0) | Bandera de Uruguay       | Uruguay       |
| 21 de mayo de 2002    | Singapur   | Amistoso            | Singapur       | Bandera de Singapur                   | 1:2 (0:1) | Bandera de Uruguay       | Uruguay       |
| 25 de mayo de 2002    | Susono     | Amistoso no oficial | Y. Marinos     | Bandera de Japón                      | 1:1 (0:1) | Bandera de Uruguay       | Uruguay       |

#### Uruguay vs. Corea del Sur
| 13 de febrero de 2002 | Uruguay       | 2:1 (1:1) | Corea del Sur   | Estadio Centenario, Montevideo                                        |                                                                       |
|                       | Abreu 6', 54' | Reporte   | Kim Do-hoon 26' | Asistencia: Sin datos sobre espectadores Árbitro(s): Horacio Elizondo | Asistencia: Sin datos sobre espectadores Árbitro(s): Horacio Elizondo |

| Uniformes | Uniformes |
| --------- | --------- |
|           |           |

#### Arabia Saudita vs. Uruguay
| 27 de marzo de 2002 | Arabia Saudita                   | 3:2 (3:1) | Uruguay                 | Estadio Príncipe Mohamed bin Fahd, Dammam                                   |                                                                             |
|                     | Al-Dosari 9', 19' · Al-Waked 17' | Reporte   | Forlán 4' · O'Neill 59' | Asistencia: Sin datos sobre espectadores Árbitro(s): Fareed Ali Al-Marzouqi | Asistencia: Sin datos sobre espectadores Árbitro(s): Fareed Ali Al-Marzouqi |

| Uniformes | Uniformes |
| --------- | --------- |
|           |           |

#### Italia vs. Uruguay
| 17 de abril de 2002 | Italia      | 1:1 (0:0) | Uruguay   | Estadio Giuseppe Meazza, Milán                           |                                                          |
|                     | Panucci 72' | Reporte   | Abreu 76' | Asistencia: 16 773 espectadores Árbitro(s): Stéphane Bré | Asistencia: 16 773 espectadores Árbitro(s): Stéphane Bré |

| Uniformes | Uniformes |
| --------- | --------- |
|           |           |

#### Estados Unidos vs. Uruguay
| 12 de mayo de 2002 | Estados Unidos          | 2:1 (2:0) | Uruguay   | Estadio Conmemorativo Robert F. Kennedy, Washington              |                                                                  |
|                    | Sanneh 6' · Beasley 39' | Reporte   | Abreu 59' | Asistencia: 30 413 espectadores Árbitro(s): Fredy Burgos Escobar | Asistencia: 30 413 espectadores Árbitro(s): Fredy Burgos Escobar |

| Uniformes | Uniformes |
| --------- | --------- |
|           |           |

#### China vs. Uruguay
| 16 de mayo de 2002 | China | 0:2 (0:2) | Uruguay        | Estadio Wulihe, Shenyang                                             |                                                                      |
|                    |       | Reporte   | Abreu 74', 88' | Asistencia: Sin datos sobre espectadores Árbitro(s): Piromnya Chalah | Asistencia: Sin datos sobre espectadores Árbitro(s): Piromnya Chalah |

| Uniformes | Uniformes |
| --------- | --------- |
|           |           |

#### Singapur vs. Uruguay
| 21 de mayo de 2002 | Singapur   | 1:2 (0:1) | Uruguay          | Estadio Nacional, Singapur                                         |                                                                    |
|                    | Sahdan 81' | Reporte   | Morales 26', 75' | Asistencia: 23 834 espectadores Árbitro(s): Subkhiddin Mohd Salleh | Asistencia: 23 834 espectadores Árbitro(s): Subkhiddin Mohd Salleh |

| Uniformes | Uniformes |
| --------- | --------- |
|           |           |

#### Yokohama Marinos vs. Uruguay
| 25 de mayo de 2002 | Yokohama Marinos | 1:1 (0:1) | Uruguay   | Estadio de Susono, Susono                                             |                                                                       |
|                    | Oku 70'          | Reporte   | Silva 13' | Asistencia: Sin datos sobre espectadores Árbitro(s): Hiroyuki Umemoto | Asistencia: Sin datos sobre espectadores Árbitro(s): Hiroyuki Umemoto |

| Uniformes | Uniformes |
| --------- | --------- |
|           |           |

## Uniforme

### Oficial
| Opción 1 | Opción 2 | Opción 3 | Opción 4 |

### Alternativo
| Opción 1 | Opción 2 | Opción 3 | Opción 4 |

### Tercero
| Opción 1 | Opción 2 | Opción 3 | Opción 4 |

### Portero
| Opción 1 | Opción 2 |

## Plantel

### Lista final
Datos correspondientes al día de inicio del torneo
| #  | Nombre                | Posición       | Edad | PJ Sel | Club                |
| -- | --------------------- | -------------- | ---- | ------ | ------------------- |
| 1  | Fabián Carini         | Guardameta     | 22   | 35     | Juventus            |
| 2  | Gustavo Mendez        | Defensa        | 31   | 45     | Nacional            |
| 3  | Alejandro Lembo       | Defensa        | 24   | 31     | Nacional            |
| 4  | Paolo Montero         | Defensa        | 30   | 45     | Juventus            |
| 5  | Pablo García          | Centrocampista | 25   | 36     | Venezia             |
| 6  | Darío Rodríguez       | Defensa        | 27   | 21     | Peñarol             |
| 7  | Gianni Guigou         | Centrocampista | 27   | 36     | Roma                |
| 8  | Gustavo Varela        | Centrocampista | 24   | 7      | Nacional            |
| 9  | Darío Silva           | Delantero      | 29   | 36     | Málaga              |
| 10 | Fabián O'Neill †      | Centrocampista | 28   | 19     | Perugia             |
| 11 | Federico Magallanes   | Delantero      | 25   | 24     | Venezia             |
| 12 | Gustavo Munúa         | Guardameta     | 24   | 9      | Nacional            |
| 13 | Sebastián Abreu       | Delantero      | 25   | 13     | Cruz Azul           |
| 14 | Gonzalo Sorondo       | Defensa        | 22   | 18     | Inter de Milán      |
| 15 | Nicolás Olivera       | Centrocampista | 24   | 26     | Sevilla             |
| 16 | Marcelo Romero        | Centrocampista | 25   | 22     | Málaga              |
| 17 | Mario Regueiro        | Centrocampista | 23   | 14     | Racing de Santander |
| 18 | Richard Morales       | Delantero      | 27   | 12     | Nacional            |
| 19 | Joe Bizera            | Defensa        | 22   | 9      | Peñarol             |
| 20 | Álvaro Recoba         | Delantero      | 26   | 43     | Inter de Milán      |
| 21 | Diego Forlán          | Delantero      | 23   | 4      | Manchester United   |
| 22 | Gonzalo de los Santos | Centrocampista | 25   | 28     | Valencia            |
| 23 | Federico Elduayen     | Guardameta     | 24   | 1      | Peñarol             |
| DT | Víctor Púa            |                |      |        |                     |

#### Jugadores por liga
| Liga                | Jugadores aportados |
| ------------------- | ------------------- |
| Campeonato Uruguayo | 8                   |
| Serie A             | 8                   |
| Primera División    | 5                   |
| Liga de México      | 1                   |
| Premier League      | 1                   |

#### Jugadores por departamento
| Departamento   | Jugadores aportados |
| -------------- | ------------------- |
| Montevideo     | 14                  |
| Canelones      | 2                   |
| Artigas        | 1                   |
| Colonia        | 1                   |
| Lavalleja      | 1                   |
| Río Negro      | 1                   |
| Salto          | 1                   |
| Tacuarembó     | 1                   |
| Treinta y Tres | 1                   |

## Participación
- Los horarios corresponden a la hora local de Corea del Sur y Japón (UTC+9).

### Partidos
| Fecha       | Lugar | Instancia      |         |                    | Resultado |                      |           |
| ----------- | ----- | -------------- | ------- | ------------------ | --------- | -------------------- | --------- |
| 1 de junio  | Ulsan | Fase de grupos | Uruguay | Bandera de Uruguay | 1:2 (0:1) | Bandera de Dinamarca | Dinamarca |
| 6 de junio  | Busan | Fase de grupos | Francia | Bandera de Francia | 0:0       | Bandera de Uruguay   | Uruguay   |
| 11 de junio | Suwon | Fase de grupos | Senegal | Bandera de Senegal | 3:3 (3:0) | Bandera de Uruguay   | Uruguay   |

### Fase de grupos - Grupo A
| Selección | Pts | PJ | PG | PE | PP | GF | GC | Dif |
| --------- | --- | -- | -- | -- | -- | -- | -- | --- |
| Dinamarca | 7   | 3  | 2  | 1  | 0  | 5  | 2  | 3   |
| Senegal   | 5   | 3  | 1  | 2  | 0  | 5  | 4  | 1   |
| Uruguay   | 2   | 3  | 0  | 2  | 1  | 4  | 5  | −1  |
| Francia   | 1   | 3  | 0  | 1  | 2  | 0  | 3  | −3  |

|  | Clasificados a los octavos de final. |

#### Uruguay vs. Dinamarca
| 1 de junio, 18:00 | Uruguay       | 1:2 (0:1) | Dinamarca         | Estadio Mundialista, Ulsan                                       |                                                                  |
|                   | Rodríguez 47' | Reporte   | Tomasson 45', 83' | Asistencia: 30 157 espectadores Árbitro(s): Saad Kamil Al-Fadhli | Asistencia: 30 157 espectadores Árbitro(s): Saad Kamil Al-Fadhli |

| 1          | Guardameta     | Fabián Carini   |     |
| 2          | Defensa        | Gustavo Méndez  |     |
| 4          | Defensa        | Paolo Montero   |     |
| 6          | Defensa        | Darío Rodríguez | 87' |
| 14         | Defensa        | Gonzalo Sorondo |     |
| 5          | Centrocampista | Pablo García    |     |
| 7          | Centrocampista | Gianni Guigou   |     |
| 8          | Centrocampista | Gustavo Varela  |     |
| 9          | Delantero      | Darío Silva     |     |
| 13         | Delantero      | Sebastián Abreu | 88' |
| 20         | Delantero      | Álvaro Recoba   | 80' |
| Entrenador | Entrenador     | Víctor Púa      |     |

| 1          | Guardameta     | Thomas Sørensen   |     |
| 3          | Defensa        | René Henriksen    |     |
| 4          | Defensa        | Martin Laursen    |     |
| 5          | Defensa        | Jan Heintze       | 58' |
| 6          | Defensa        | Thomas Helveg     |     |
| 2          | Centrocampista | Stig Tøfting      |     |
| 7          | Centrocampista | Thomas Gravesen   |     |
| 8          | Delantero      | Jesper Grønkjær   | 70' |
| 9          | Delantero      | Jon Dahl Tomasson |     |
| 11         | Delantero      | Ebbe Sand         | 89' |
| 19         | Delantero      | Dennis Rommedahl  |     |
| Entrenador | Entrenador     | Morten Olsen      |     |

| 17 | Delantero | Mario Regueiro      | 80' |
| 11 | Delantero | Federico Magallanes | 87' |
| 18 | Delantero | Richard Morales     | 88' |

| 12 | Defensa        | Niclas Jensen     | 58' |
| 10 | Delantero      | Martin Jørgensen  | 70' |
| 17 | Centrocampista | Christian Poulsen | 89' |

| Anotado | 47' | Darío Rodríguez | 1:1 |

| Anotado | 45' | Jon Dahl Tomasson | 0:1 |
| Anotado | 83' | Jon Dahl Tomasson | 1:2 |

| Amonestado | 25' | Gustavo Méndez |

| Amonestado | 34' | Jan Heintze    |
| Amonestado | 51' | Martin Laursen |

| Árbitro             | Saad Kamil Al-Fadhli |
| Árbitros asistentes | Awni Hassouneh       |
| Árbitros asistentes | Dramane Dante        |
| Cuarto árbitro      | Byron Moreno         |

| 1          | Guardameta     | Fabián Carini   |     |
| 2          | Defensa        | Gustavo Méndez  |     |
| 4          | Defensa        | Paolo Montero   |     |
| 6          | Defensa        | Darío Rodríguez | 87' |
| 14         | Defensa        | Gonzalo Sorondo |     |
| 5          | Centrocampista | Pablo García    |     |
| 7          | Centrocampista | Gianni Guigou   |     |
| 8          | Centrocampista | Gustavo Varela  |     |
| 9          | Delantero      | Darío Silva     |     |
| 13         | Delantero      | Sebastián Abreu | 88' |
| 20         | Delantero      | Álvaro Recoba   | 80' |
| Entrenador | Entrenador     | Víctor Púa      |     |

| 1          | Guardameta     | Thomas Sørensen   |     |
| 3          | Defensa        | René Henriksen    |     |
| 4          | Defensa        | Martin Laursen    |     |
| 5          | Defensa        | Jan Heintze       | 58' |
| 6          | Defensa        | Thomas Helveg     |     |
| 2          | Centrocampista | Stig Tøfting      |     |
| 7          | Centrocampista | Thomas Gravesen   |     |
| 8          | Delantero      | Jesper Grønkjær   | 70' |
| 9          | Delantero      | Jon Dahl Tomasson |     |
| 11         | Delantero      | Ebbe Sand         | 89' |
| 19         | Delantero      | Dennis Rommedahl  |     |
| Entrenador | Entrenador     | Morten Olsen      |     |

| 17 | Delantero | Mario Regueiro      | 80' |
| 11 | Delantero | Federico Magallanes | 87' |
| 18 | Delantero | Richard Morales     | 88' |

| 12 | Defensa        | Niclas Jensen     | 58' |
| 10 | Delantero      | Martin Jørgensen  | 70' |
| 17 | Centrocampista | Christian Poulsen | 89' |

| Anotado | 47' | Darío Rodríguez | 1:1 |

| Anotado | 45' | Jon Dahl Tomasson | 0:1 |
| Anotado | 83' | Jon Dahl Tomasson | 1:2 |

| Amonestado | 25' | Gustavo Méndez |

| Amonestado | 34' | Jan Heintze    |
| Amonestado | 51' | Martin Laursen |

| Árbitro             | Saad Kamil Al-Fadhli |
| Árbitros asistentes | Awni Hassouneh       |
| Árbitros asistentes | Dramane Dante        |
| Cuarto árbitro      | Byron Moreno         |

| Estadísticas      | Bandera de Uruguay | Bandera de Dinamarca |
| Tiros             | 7                  | 10                   |
| Tiros a puerta    | 4                  | 7                    |
| Faltas            | 13                 | 8                    |
| Saques de esquina | 8                  | 7                    |
| Penaltis          | 0                  | 0                    |
| Fueras de juego   | 1                  | 2                    |
| Posesión de balón | 48%                | 52%                  |

#### Francia vs. Uruguay
| 6 de junio, 20:30 | Francia | 0:0     | Uruguay | Estadio Asiad, Busan                                     |                                                          |
|                   |         | Reporte |         | Asistencia: 38 289 espectadores Árbitro(s): Felipe Ramos | Asistencia: 38 289 espectadores Árbitro(s): Felipe Ramos |

| 16         | Guardameta     | Fabien Barthez   |       |
| 3          | Defensa        | Bixente Lizarazu |       |
| 8          | Defensa        | Marcel Desailly  |       |
| 15         | Defensa        | Lilian Thuram    |       |
| 18         | Defensa        | Frank Leboeuf    | 16'   |
| 4          | Centrocampista | Patrick Vieira   |       |
| 17         | Centrocampista | Emmanuel Petit   |       |
| 22         | Centrocampista | Johan Micoud     |       |
| 11         | Delantero      | Sylvain Wiltord  | 90+3' |
| 12         | Delantero      | Thierry Henry    |       |
| 20         | Delantero      | David Trezeguet  | 81'   |
| Entrenador | Entrenador     | Roger Lemerre    |       |

| 1          | Guardameta     | Fabián Carini   |     |
| 3          | Defensa        | Alejandro Lembo |     |
| 4          | Defensa        | Paolo Montero   |     |
| 6          | Defensa        | Darío Rodríguez | 73' |
| 14         | Defensa        | Gonzalo Sorondo |     |
| 5          | Centrocampista | Pablo García    |     |
| 8          | Centrocampista | Gustavo Varela  |     |
| 16         | Centrocampista | Marcelo Romero  | 71' |
| 9          | Delantero      | Darío Silva     | 60' |
| 13         | Delantero      | Sebastián Abreu |     |
| 20         | Delantero      | Álvaro Recoba   |     |
| Entrenador | Entrenador     | Víctor Púa      |     |

| 2  | Defensa   | Vincent Candela    | 16'   |
| 9  | Delantero | Djibril Cissé      | 81'   |
| 21 | Delantero | Christophe Dugarry | 90+3' |

| 11 | Defensa   | Federico Magallanes   | 60' |
| 22 | Delantero | Gonzalo de los Santos | 71' |
| 7  | Delantero | Gianni Guigou         | 73' |

| Expulsado  | 25'   | Thierry Henry  |
| Amonestado | 45+2' | Emmanuel Petit |

| Amonestado | 11'   | Pablo García    |
| Amonestado | 45+2' | Sebastián Abreu |
| Amonestado | 45+3' | Marcelo Romero  |
| Amonestado | 47'   | Darío Silva     |

| Árbitro             | Felipe Ramos       |
| Árbitros asistentes | Vladimir Fernández |
| Árbitros asistentes | Curtis Charles     |
| Cuarto árbitro      | Urs Meier          |

| 16         | Guardameta     | Fabien Barthez   |       |
| 3          | Defensa        | Bixente Lizarazu |       |
| 8          | Defensa        | Marcel Desailly  |       |
| 15         | Defensa        | Lilian Thuram    |       |
| 18         | Defensa        | Frank Leboeuf    | 16'   |
| 4          | Centrocampista | Patrick Vieira   |       |
| 17         | Centrocampista | Emmanuel Petit   |       |
| 22         | Centrocampista | Johan Micoud     |       |
| 11         | Delantero      | Sylvain Wiltord  | 90+3' |
| 12         | Delantero      | Thierry Henry    |       |
| 20         | Delantero      | David Trezeguet  | 81'   |
| Entrenador | Entrenador     | Roger Lemerre    |       |

| 1          | Guardameta     | Fabián Carini   |     |
| 3          | Defensa        | Alejandro Lembo |     |
| 4          | Defensa        | Paolo Montero   |     |
| 6          | Defensa        | Darío Rodríguez | 73' |
| 14         | Defensa        | Gonzalo Sorondo |     |
| 5          | Centrocampista | Pablo García    |     |
| 8          | Centrocampista | Gustavo Varela  |     |
| 16         | Centrocampista | Marcelo Romero  | 71' |
| 9          | Delantero      | Darío Silva     | 60' |
| 13         | Delantero      | Sebastián Abreu |     |
| 20         | Delantero      | Álvaro Recoba   |     |
| Entrenador | Entrenador     | Víctor Púa      |     |

| 2  | Defensa   | Vincent Candela    | 16'   |
| 9  | Delantero | Djibril Cissé      | 81'   |
| 21 | Delantero | Christophe Dugarry | 90+3' |

| 11 | Defensa   | Federico Magallanes   | 60' |
| 22 | Delantero | Gonzalo de los Santos | 71' |
| 7  | Delantero | Gianni Guigou         | 73' |

| Expulsado  | 25'   | Thierry Henry  |
| Amonestado | 45+2' | Emmanuel Petit |

| Amonestado | 11'   | Pablo García    |
| Amonestado | 45+2' | Sebastián Abreu |
| Amonestado | 45+3' | Marcelo Romero  |
| Amonestado | 47'   | Darío Silva     |

| Árbitro             | Felipe Ramos       |
| Árbitros asistentes | Vladimir Fernández |
| Árbitros asistentes | Curtis Charles     |
| Cuarto árbitro      | Urs Meier          |

| Estadísticas      | Bandera de Francia | Bandera de Uruguay |
| Tiros             | 16                 | 13                 |
| Tiros a puerta    | 9                  | 8                  |
| Faltas            | 17                 | 25                 |
| Saques de esquina | 8                  | 4                  |
| Penaltis          | 0                  | 0                  |
| Fueras de juego   | 4                  | 1                  |
| Posesión de balón | 56%                | 44%                |

#### Senegal vs. Uruguay
| 11 de junio, 15:30 | Senegal                                 | 3:3 (3:0) | Uruguay                                      | Estadio Mundialista, Suwon                               |                                                          |
|                    | Fadiga 20' (pen.) · Bouba Diop 26', 38' | Reporte   | Morales 46' · Forlán 69' · Recoba 88' (pen.) | Asistencia: 33 681 espectadores Árbitro(s): Jan Wegereef | Asistencia: 33 681 espectadores Árbitro(s): Jan Wegereef |

| 1          | Guardameta     | Tony Sylva       |     |
| 2          | Defensa        | Omar Daf         |     |
| 4          | Defensa        | Pape Malick Diop |     |
| 5          | Defensa        | Alassane N'Dour  | 76' |
| 6          | Defensa        | Aliou Cissé      |     |
| 13         | Defensa        | Lamine Diatta    |     |
| 17         | Defensa        | Ferdinand Coly   | 63' |
| 10         | Centrocampista | Khalilou Fadiga  |     |
| 19         | Centrocampista | Papa Bouba Diop  |     |
| 7          | Delantero      | Henri Camara     | 67' |
| 11         | Delantero      | El Hadji Diouf   |     |
| Entrenador | Entrenador     | Bruno Metsu      |     |

| 1          | Guardameta     | Fabián Carini   |     |
| 3          | Defensa        | Alejandro Lembo |     |
| 4          | Defensa        | Paolo Montero   |     |
| 6          | Defensa        | Darío Rodríguez |     |
| 14         | Defensa        | Gonzalo Sorondo | 32' |
| 5          | Centrocampista | Pablo García    |     |
| 8          | Centrocampista | Gustavo Varela  |     |
| 16         | Centrocampista | Marcelo Romero  | 46' |
| 9          | Delantero      | Darío Silva     |     |
| 13         | Delantero      | Sebastián Abreu | 46' |
| 20         | Delantero      | Álvaro Recoba   |     |
| Entrenador | Entrenador     | Víctor Púa      |     |

| 21 | Defensa        | Habib Beye     | 63' |
| 14 | Centrocampista | Moussa N'Diaye | 67' |
| 12 | Centrocampista | Amdy Faye      | 76' |

| 17 | Delantero | Mario Regueiro  | 32' |
| 18 | Delantero | Richard Morales | 46' |
| 21 | Delantero | Diego Forlán    | 46' |

| Anotado · Penal | 20' | Khalilou Fadiga | 1:0 |
| Anotado         | 26' | Papa Bouba Diop | 2:0 |
| Anotado         | 38' | Papa Bouba Diop | 3:0 |

| Anotado         | 46' | Richard Morales | 3:1 |
| Anotado         | 69' | Diego Forlán    | 3:2 |
| Anotado · Penal | 88' | Álvaro Recoba   | 3:3 |

| Amonestado | 2'  | Henri Camara    |
| Amonestado | 4'  | Omar Daf        |
| Amonestado | 39' | Ferdinand Coly  |
| Amonestado | 69' | Papa Bouba Diop |
| Amonestado | 82' | El Hadji Diouf  |
| Amonestado | 87' | Khalilou Fadiga |
| Amonestado | 87' | Habib Beye      |

| Amonestado | 8'  | Marcelo Romero  |
| Amonestado | 19' | Fabián Carini   |
| Amonestado | 35' | Pablo García    |
| Amonestado | 40' | Darío Rodríguez |
| Amonestado | 82' | Paolo Montero   |

| Árbitro             | Jan Wegereef   |
| Árbitros asistentes | Jaap Pool      |
| Árbitros asistentes | Ferenc Szekely |
| Cuarto árbitro      | Kyros Vassaras |

| 1          | Guardameta     | Tony Sylva       |     |
| 2          | Defensa        | Omar Daf         |     |
| 4          | Defensa        | Pape Malick Diop |     |
| 5          | Defensa        | Alassane N'Dour  | 76' |
| 6          | Defensa        | Aliou Cissé      |     |
| 13         | Defensa        | Lamine Diatta    |     |
| 17         | Defensa        | Ferdinand Coly   | 63' |
| 10         | Centrocampista | Khalilou Fadiga  |     |
| 19         | Centrocampista | Papa Bouba Diop  |     |
| 7          | Delantero      | Henri Camara     | 67' |
| 11         | Delantero      | El Hadji Diouf   |     |
| Entrenador | Entrenador     | Bruno Metsu      |     |

| 1          | Guardameta     | Fabián Carini   |     |
| 3          | Defensa        | Alejandro Lembo |     |
| 4          | Defensa        | Paolo Montero   |     |
| 6          | Defensa        | Darío Rodríguez |     |
| 14         | Defensa        | Gonzalo Sorondo | 32' |
| 5          | Centrocampista | Pablo García    |     |
| 8          | Centrocampista | Gustavo Varela  |     |
| 16         | Centrocampista | Marcelo Romero  | 46' |
| 9          | Delantero      | Darío Silva     |     |
| 13         | Delantero      | Sebastián Abreu | 46' |
| 20         | Delantero      | Álvaro Recoba   |     |
| Entrenador | Entrenador     | Víctor Púa      |     |

| 21 | Defensa        | Habib Beye     | 63' |
| 14 | Centrocampista | Moussa N'Diaye | 67' |
| 12 | Centrocampista | Amdy Faye      | 76' |

| 17 | Delantero | Mario Regueiro  | 32' |
| 18 | Delantero | Richard Morales | 46' |
| 21 | Delantero | Diego Forlán    | 46' |

| Anotado · Penal | 20' | Khalilou Fadiga | 1:0 |
| Anotado         | 26' | Papa Bouba Diop | 2:0 |
| Anotado         | 38' | Papa Bouba Diop | 3:0 |

| Anotado         | 46' | Richard Morales | 3:1 |
| Anotado         | 69' | Diego Forlán    | 3:2 |
| Anotado · Penal | 88' | Álvaro Recoba   | 3:3 |

| Amonestado | 2'  | Henri Camara    |
| Amonestado | 4'  | Omar Daf        |
| Amonestado | 39' | Ferdinand Coly  |
| Amonestado | 69' | Papa Bouba Diop |
| Amonestado | 82' | El Hadji Diouf  |
| Amonestado | 87' | Khalilou Fadiga |
| Amonestado | 87' | Habib Beye      |

| Amonestado | 8'  | Marcelo Romero  |
| Amonestado | 19' | Fabián Carini   |
| Amonestado | 35' | Pablo García    |
| Amonestado | 40' | Darío Rodríguez |
| Amonestado | 82' | Paolo Montero   |

| Árbitro             | Jan Wegereef   |
| Árbitros asistentes | Jaap Pool      |
| Árbitros asistentes | Ferenc Szekely |
| Cuarto árbitro      | Kyros Vassaras |

| Estadísticas      | Bandera de Senegal | Bandera de Uruguay |
| Tiros             | 6                  | 14                 |
| Tiros a puerta    | 4                  | 6                  |
| Faltas            | 23                 | 19                 |
| Saques de esquina | 4                  | 7                  |
| Penaltis          | 1 (1)              | 1 (1)              |
| Fueras de juego   | 5                  | 4                  |
| Posesión de balón | 46%                | 54%                |

## Estadísticas

### Goleadores
| #     | Jugador         | Anotado | PJ | Prom. | Jugada | Cabeza | Tiro libre | Penal |
| ----- | --------------- | ------- | -- | ----- | ------ | ------ | ---------- | ----- |
| 1     | Diego Forlán    | 1       | 1  | 1     | 1      |        |            |       |
|       | Richard Morales | 1       | 2  | 0.5   | 1      |        |            |       |
|       | Álvaro Recoba   | 1       | 3  | 0.33  |        |        |            | 1     |
|       | Darío Rodríguez | 1       | 3  | 0.33  | 1      |        |            |       |
| Total | Total           | 4       | 3  | 1.33  | 3      | 0      | 0          | 1     |

### Asistencias
| #     | Jugador      | Asistencia | Jugada | Cabeza | Tiro libre | Saque de esquina |
| ----- | ------------ | ---------- | ------ | ------ | ---------- | ---------------- |
| 1     | Pedro García | 1          | 1      |        |            |                  |
| Total | Total        | 1          | 1      | 0      | 0          | 0                |

### Tarjetas disciplinarias

#### Fase de grupos
| #     | Jugador         | Amonestado | Otorgado · Expulsado | Expulsado | Sanción |
| ----- | --------------- | ---------- | -------------------- | --------- | ------- |
| 1     | Marcelo Romero  | 2          | 0                    | 0         |         |
|       | Pablo García    | 2          | 0                    | 0         |         |
| 2     | Darío Rodríguez | 1          | 0                    | 0         |         |
|       | Darío Silva     | 1          | 0                    | 0         |         |
|       | Fabián Carini   | 1          | 0                    | 0         |         |
|       | Gustavo Méndez  | 1          | 0                    | 0         |         |
|       | Paolo Montero   | 1          | 0                    | 0         |         |
|       | Sebastián Abreu | 1          | 0                    | 0         |         |
| Total | Total           | 10         | 0                    | 0         |         |